# Schweizer Leichtathletik-Hallenmeisterschaften 2016
Die 35. Schweizer Leichtathletik-Hallenmeisterschaften 2016 (auch: SM Halle Aktive, SM Halle Elite) (französisch Championnats suisses d’athlétisme en salle 2016) fanden am 27. und 28. Februar 2016 im Athletik Zentrum in St. Gallen statt.

## Frauen

### 60 m
| Platz | Athletin          | Zeit (s) |
| ----- | ----------------- | -------- |
| 1     | Mujinga Kambundji | 7,21     |
| 2     | Salomé Kora       | 7,39     |
| 3     | Sarah Atcho       | 7,45     |

### 200 m
| Platz | Athletin        | Zeit (s) |
| ----- | --------------- | -------- |
| 1     | Léa Sprunger    | 23,28    |
| 2     | Sarah Atcho     | 23,88    |
| 3     | Charlène Keller | 24,34    |

### 400 m
| Platz | Athletin       | Zeit (s) |
| ----- | -------------- | -------- |
| 1     | Léa Sprunger   | 53,20    |
| 2     | Selina Büchel  | 54,58    |
| 3     | Rachel Pellaud | 57,94    |

### 800 m
| Platz | Athletin          | Zeit (min) |
| ----- | ----------------- | ---------- |
| 1     | Kerstin Marxen    | 2:12,40    |
| 2     | Yasmin Giger      | 2:14,18    |
| 3     | Sonja Andenmatten | 2:15,18    |

### 3000 m
| Platz | Athletin          | Zeit (min) |
| ----- | ----------------- | ---------- |
| 1     | Fabienne Schlumpf | 09:34,44   |
| 2     | Lisa Kurmann      | 10:04,23   |
| 3     | Ella Jayne Revitt | 10:18,70   |

### 60 m Hürden (84,0)
| Platz | Athletin          | Zeit (s) |
| ----- | ----------------- | -------- |
| 1     | Clélia Rard-Reuse | 8,14     |
| 2     | Noemi Zbären      | 8,20     |
| 3     | Michelle Zeltner  | 8,56     |

### Hochsprung
| Platz | Athletin         | Höhe (m) |
| ----- | ---------------- | -------- |
| 1     | Salome Lang      | 1,71     |
| 2     | Livia Odermatt   | 1,71     |
| 3     | Michelle Zeltner | 1,71     |

### Stabhochsprung
| Platz | Athletin         | Höhe (m) |
| ----- | ---------------- | -------- |
| 1     | Nicole Büchler   | 4,72     |
| 2     | Angelica Moser   | 4,46     |
| 3     | Fanny Leimgruber | 4,01     |

### Weitsprung
| Platz | Athletin          | Weite (m) |
| ----- | ----------------- | --------- |
| 1     | Irene Pusterla    | 6,29      |
| 2     | Fatim Affessi     | 6,02      |
| 3     | Clélia Rard-Reuse | 5,99      |

### Dreisprung
| Platz | Athletin         | Weite (m) |
| ----- | ---------------- | --------- |
| 1     | Gaëlle Maonzambi | 12,26     |
| 2     | Vera Falkenberg  | 12,19     |
| 3     | Ladina Schlumpf  | 11,85     |

### Kugel (4,00 kg)
| Platz | Athletin         | Weite (m) |
| ----- | ---------------- | --------- |
| 1     | Jasmin Lukas     | 14,30     |
| 2     | Michelle Zeltner | 13,79     |
| 3     | Lea Herrsche     | 12,37     |

## Männer

### 60 m
| Platz | Athlet                 | Zeit (s) |
| ----- | ---------------------- | -------- |
| 1     | Bastien Mouthon        | 6,73     |
| 2     | Suganthan Somasundaram | 6,77     |
| 3     | Sylvain Chuard         | 6,85     |

### 200 m
| Platz | Athlet          | Zeit (s) |
| ----- | --------------- | -------- |
| 1     | Bastien Mouthon | 21,30    |
| 2     | Elias Kopp      | 21,71    |
| 3     | Jonas Werner    | 22,06    |

### 400 m
| Platz | Athlet            | Zeit (s) |
| ----- | ----------------- | -------- |
| 1     | Daniele Angelella | 48,31    |
| 2     | Luca Flück        | 48,64    |
| 3     | Matthias Barth    | 48,80    |

### 800 m
| Platz | Athlet        | Zeit (min) |
| ----- | ------------- | ---------- |
| 1     | Tobias Lüthi  | 1:57,75    |
| 2     | Michael Curti | 1:57,88    |
| 3     | Raphael Salm  | 1:58,17    |

### 1500 m
| Platz | Athlet            | Zeit (min) |
| ----- | ----------------- | ---------- |
| 1     | Jan Hochstrasser  | 4:04,95    |
| 2     | Urs Schönenberger | 4:06,39    |
| 3     | Guillaume Laurent | 4:07,90    |

### 3000 m
| Platz | Athlet           | Zeit (min) |
| ----- | ---------------- | ---------- |
| 1     | Jan Hochstrasser | 8:19,94    |
| 2     | Julien Lyon      | 8:21,24    |
| 3     | Fabian Downs     | 8:31,86    |

### 60 m Hürden (106,7)
| Platz | Athlet       | Zeit (s) |
| ----- | ------------ | -------- |
| 1     | Brahian Peña | 7,70     |
| 2     | Tobias Furer | 7,74     |
| 3     | Maurus Meyer | 7,92     |

### Hochsprung
| Platz | Athlet       | Höhe (m) |
| ----- | ------------ | -------- |
| 1     | Loïc Gasch   | 2,20     |
| 2     | Roman Sieber | 2,15     |
| 3     | Nicola Lüdi  | 2,06     |

### Stabhochsprung
| Platz | Athlet          | Höhe (m) |
| ----- | --------------- | -------- |
| 1     | Dominik Alberto | 5,35     |
| 2     | Patrick Schütz  | 5,02     |
| 3     | Jonas Fringeli  | 4,82     |

### Weitsprung
| Platz | Athlet           | Weite (m) |
| ----- | ---------------- | --------- |
| 1     | Benjamin Gföhler | 7,58      |
| 2     | Michael Bucher   | 7,20      |
| 3     | Jan Deuber       | 7,18      |

### Dreisprung
| Platz | Athlet       | Weite (m) |
| ----- | ------------ | --------- |
| 1     | Roman Sieber | 15,10     |
| 2     | Simon Sieber | 15,00     |
| 3     | Marco Tanner | 14,49     |

### Kugel (7,26 kg)
| Platz | Athlet        | Weite (m) |
| ----- | ------------- | --------- |
| 1     | Gregori Ott   | 18,61     |
| 2     | Lukas Blass   | 14,72     |
| 3     | Thomas Bigler | 14,72     |